# 南留庄关帝庙
南留庄关帝庙，位于中国河北省张家口市蔚县南留庄镇南留庄村，是一座明、清古建筑。已列为省级文物保护单位。

## 保护
2008年10月23日，南留庄关帝庙公布为河北省第五批文物保护单位，编号V-3-33。